# Южноказахский меринос
Южноказахский меринос (другие названия — казахский южный меринос, южно-казахстанский меринос) — порода тонкорунных овец мясо-шёрстного направления, выведенная в Казахской ССР в 1965 году.

## Выведение
Выведением южноказахского мериноса занимался Казахский научно-исследовательский технологический институт овцеводства. Работы по выведению новой породы были начаты в рамках программы преобразования грубошёрстного овцеводства в тонкорунное, инициированной в Казахской ССР в 1932 году. На первом этапе местных овцематок скрещивали с баранами новокавказской и советской мериносовой породы, затем — главным образом с баранами кавказской, грозненской и ставропольской пород. Получающихся метисов желательного типа разводили «в себе», лишь изредка используя скрещивание с другими породами для закрепления желательных качеств. Получившаяся порода была аттестована в 1965 году под названием «южноказахский меринос».

### Награждение Государственной премией
За выведение новой породы в 1970 году была присуждена Государственная премия СССР в области науки и техники, которую получили следующие участники селекционных работ:
- Бахаровский, Иван Яковлевич, зоотехник-селекционер, Объедков, Василий Васильевич, директор, Усанов, Алексей Дмитриевич, главный зоотехник овцеводческого племенного завода «Куюк»;
- Сенник, Николай Константинович, Цой, Лаврентий Иванович, доценты Алма-Атинского зооветеринарного института;
- Маллицкий, Василий Александрович, зав. лабораторией, Петров, Александр Игнатьевич, зав. отделом Казахского НИИЖ;
- Есалиев, Орынходжа, зав. отделом Чимкентской ОС;
- Джуликеев, Кульджабек, главный зоотехник совхоза «Чалдар»;
- Пещеров, Валентин Николаевич, главный зоотехник Джамбульского ОУСХ;
- Якушкина, Александра Михайловна, м. н. с., главный специалист по овцеводству, Тикунов, Илья Петрович, начальник ГУ МСХ Казахской ССР

## Особенности породы
Живая масса баранов составляет 80—100 кг (по другим данным — 100—120 кг), маток — 50—55 кг. Убойный выход 18-месячных валухов достигает 47 %, что соответствует удовлетворительной мясной продуктивности.
Настриг шерсти составляет для баранов 5—6 кг, для овцематок 2,5—3,5 кг. Шерсть приблизительно 64-го качества, длиной 8—10 см (по другим данным — 7,5—8,5 см). Недостатком породы является повышенная сухость и запылённость верхушек штапеля, обсуловленная недостаточной жиропотностью шерсти.
Плодовитость составляет 140—145 ягнят на 100 овцематок.

## Распространение
Порода была выведена специально для разведения в полупустынной и пустынной зонах Казахской ССР. В настоящее время южноказахских мериносов разводят в Жамбылской и Туркестанской областях Казахстана.